# Municipio de Ajalpan
El Municipio de Ajalpan es uno de los 217 municipios que conforman al estado mexicano de Puebla. Su cabecera municipal es la Ciudad de Ajalpan. Se ubica a unos 140 kilómetros de la capital del estado, en el extremo sureste del territorio estatal.

## Geografía
El municipio de Ajalpan tiene una extensión territorial de 394.68 kilómetros cuadrados —que lo ubican como el vigésimo municipio más extenso del estado— y se encuentra localizado en el extremo sureste del estado de Puebla. Sus coordenadas geográficas extremas son 18° 20' - 18° 32' de latitud norte y 96° 56' - 97° 20' de longitud oeste; su altitud fluctúa entre los 1 100 y los 2 900 metros sobre el nivel del mar.
Colinda al norte con el municipio de San Antonio Cañada y con el municipio de Vicente Guerrero, al sur con el municipio Zinacatepec, el municipio de Coxcatlán y el municipio de Zoquitlán, al este con el municipio de Eloxochitlán y al oeste con el municipio de Tehuacán y el municipio de Altepexi.
Al noreste sus límites corresponden al estado de Veracruz de Ignacio de la Llave, en particular al municipio de Tehuipango y al municipio de Zongolica.

### Orografía e hidrografía
Parte del municipio pertenece al valle de Tehuacán. A través de él pasa la sierra de Zongolica que forma parte de la Sierra Madre Oriental.
El municipio es recorrido por tres ríos principales: el Comulco, el Zinacastla y el río Tehuacán o Salado; este último es uno de los formadores del río Papaloapan.

### Clima y ecosistemas
El principal tipo de vegetación que existe en este municipio es la selva baja caducifolia. También existen bosques de pino y encino.

## Demografía
De acuerdo al último censo, realizado en 2010 por el Instituto Nacional de Estadística y Geografía; el municipio posee una población de 60 621 habitantes, de los que 29 304 son hombres y 31 317 son mujeres.

### Localidades
El municipio tiene un total de 86 localidades. Las principales localidades y su población son las siguientes:
| Localidad                | Población |
| Total Municipio          | 60 621    |
| Ciudad de Ajalpan        | 28 031    |
| Tecpantzacoalco          | 2 175     |
| Cuaxuxpa                 | 1 772     |
| Cuautotolapan (San José) | 1 732     |
| San Sebastián Alcomunga  | 1 720     |
| Nativitas (Santa María)  | 1 607     |
| Huitzmaloc               | 1 334     |
| Coxolico                 | 1 249     |
| Chichicapa               | 1 304     |
| San José Buena Vista     | 1 073     |
| Cinco Señores            | 1 093     |
| Xala                     | 261       |

## Política

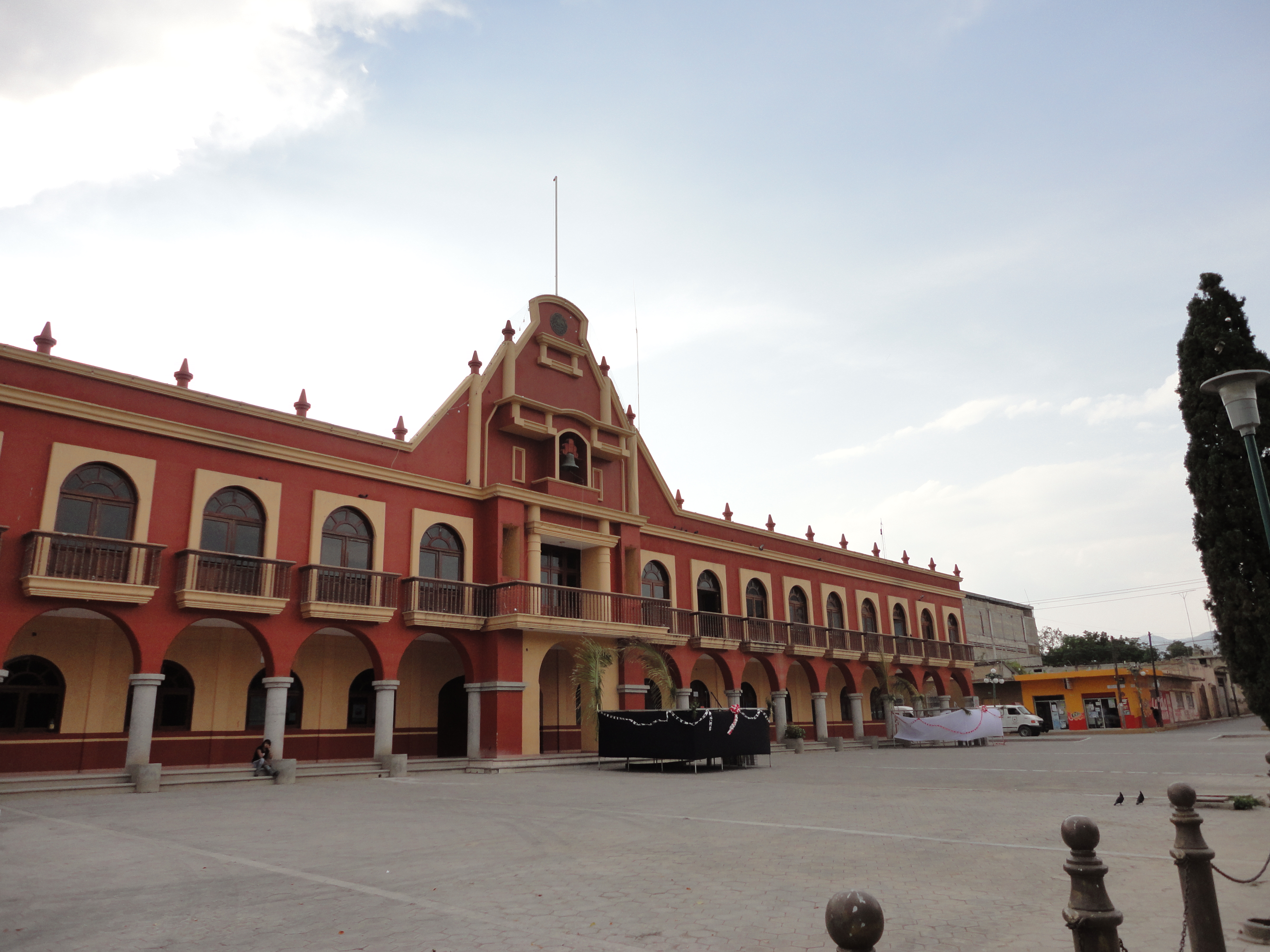
Palacio Municipal de Ajalpan

El gobierno del municipio de Ajalpan le corresponde al Ayuntamiento que tiene su sede en la cabecera municipal, la Ciudad de Ajalpan; el ayuntamiento se encuentra conformado por el presidente municipal, un síndico y el cabildo integrado por ocho regidores, seis de los cuales son electos por mayoría relativa y los dos restantes por mediante el principio de representación proporcional. Todos son electos mediante el voto universal, directo y secreto en un proceso electoral celebrado el primer domingo de julio del año de la elección y que asumen sus cargos el 15 de febrero del siguiente año, por un periodo de tres años que no son reeligibles para el inmediato pero si de forma alternada.

### Subdivisión administrativa
El municipio de Ajalpan se divide para su administración interior, además de la cabecera municipal, en seis juntas auxiliares, estas son electas mediante plebiscito popular celebrado el último domingo de marzo del año correspondiente y conformadas por un Presidente Auxiliar y cuatro regidores, todos para un periodo de tres años y que asumen sus cargos el día 15 de abril siguiente a su elección.
Las seis juntas auxiliares del municipio de Ajalpan son las que siguen:
- Cuatotolapan
- Almolonga
- Huitzmaloc
- Nativitas
- Corral Macho
- Pantzingo

### Representación legislativa
Para la elección de diputados locales representantes de la población en el Congreso de Puebla y diputados federales integrantes de la Cámara de Diputados de México, el municipio de Ajalpan se encuentra integrado en los siguientes distritos electorales:
Local:
- Distrito electoral local 26 de Puebla con cabecera en la Ciudad de Ajalpan.[5]

Federal:
- Distrito electoral federal 16 de Puebla con cabecera en la Ciudad de Ajalpan.[6]